# Saint-Victor-des-Oules
Saint-Victor-des-Oules – miejscowość i gmina we Francji, w regionie Oksytania, w departamencie Gard.
Według danych na rok 1990 gminę zamieszkiwało 195 osób, a gęstość zaludnienia wynosiła 41 osób/km² (wśród 1545 gmin Langwedocji-Roussillon Saint-Victor-des-Oules plasuje się na 714. miejscu pod względem liczby ludności, natomiast pod względem powierzchni na miejscu 1022.).